# Дебра Паџет
Дебрали Грифин (енгл. Debralee Griffin), позната као Дебра Паџет (енгл. Debra Paget) је америчка глумица, рођена 19. августа 1933. године у Денверу (САД).

## Филмографија
| Улоге Дебра Паџет |                          |               |       |          |
| Година            | Српски назив             | Изворни назив | Улога | Напомена |
| 1954.             | Деметријус и гладијатори |               |       |          |
| 1956.             | Десет заповести          |               |       |          |